# Teutiaple
Teutiaple (en llatí Teutiaplus, en grec antic Τευτίαπλος) fou un general nadiu de l'Èlida, que va dirigir la flota peloponèsia que, sota el comandament suprem d'Alcides, els lacedemonis van enviar en ajut de Mitilene, revoltada contra Atenes (427 aC).
Abans d'arribar a Lesbos la ciutat es va rendir al general atenenc Paques. Teutiaple va intentar convèncer a Alcides de conquerir l'illa amb un atac sobtat però l'almirall espartà no li va fer cas, segons diu Tucídides.